# Kwabstijl

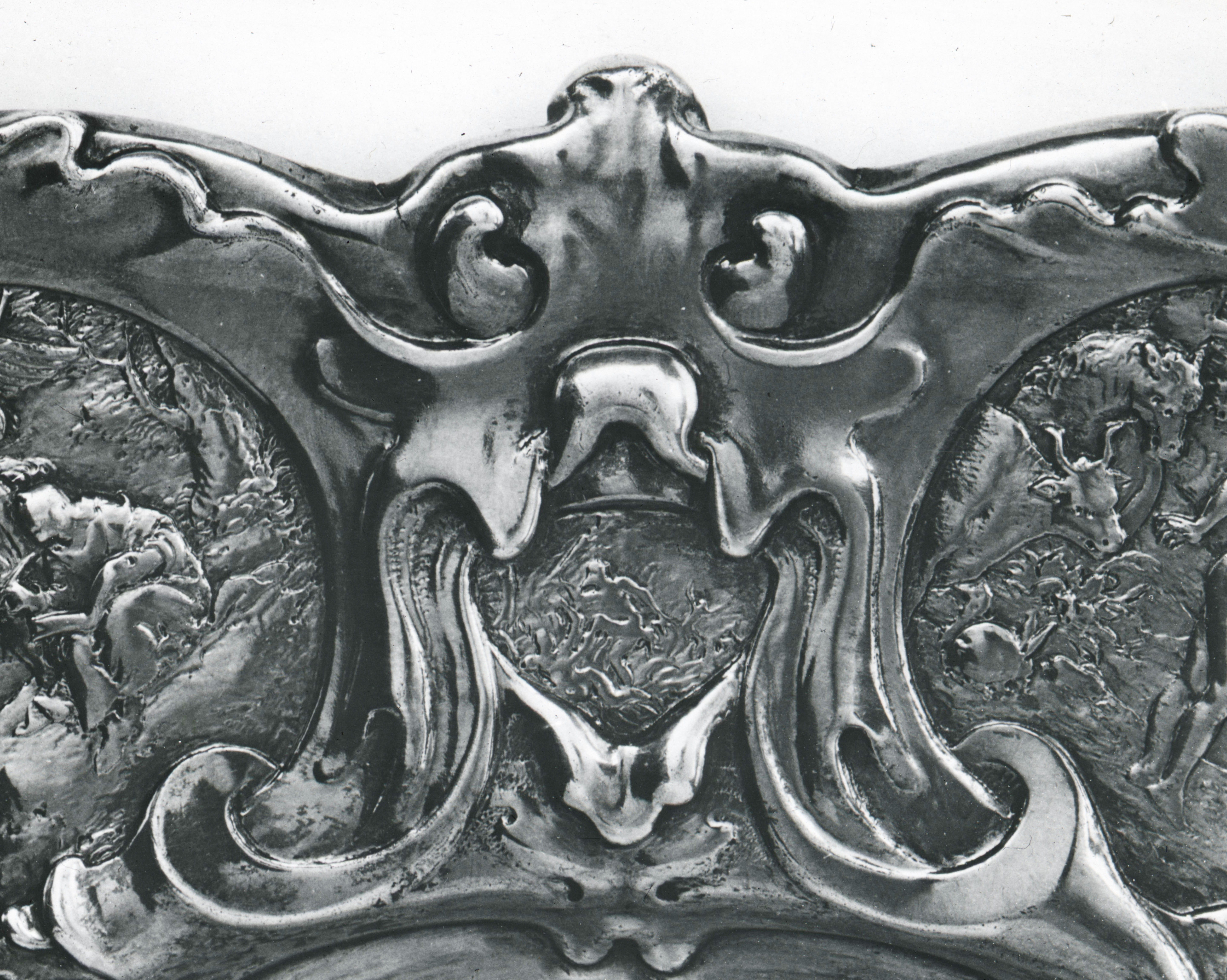
Detail van een schaal van Johannes Lutma uit 1653 (Hallwylska museet, Stockholm)

De kwabstijl is een decoratieve stijl, vooral toegepast in West-Europa in de eerste helft van de 17e eeuw, met name in Nederland. Het wordt ook wel kraakbeenstijl of oorschelpstijl  genoemd.
De kwabstijl bestaat uit organische vormen, soms asymmetrisch, gelijkend op de binnenkant van een schelp of menselijk oor, vermengd met fantasierijke motieven als zeewezens of maskers, die geleidelijk overgaan in de achtergrond. De zachte en vloeiende vormen maken een gesmolten indruk. Hoewel de stijl op verschillende soorten gebruiksvoorwerpen en sculpturen werd toegepast, bijvoorbeeld op schilderijlijsten, meubels en grafzerken, werd de stijl vooral gebruikt voor zilverwerk. Daarbij was drijven de meest gebruikte vervaardigingstechniek, die van invloed was op de vloeiende vormentaal.

## Zilversmeden

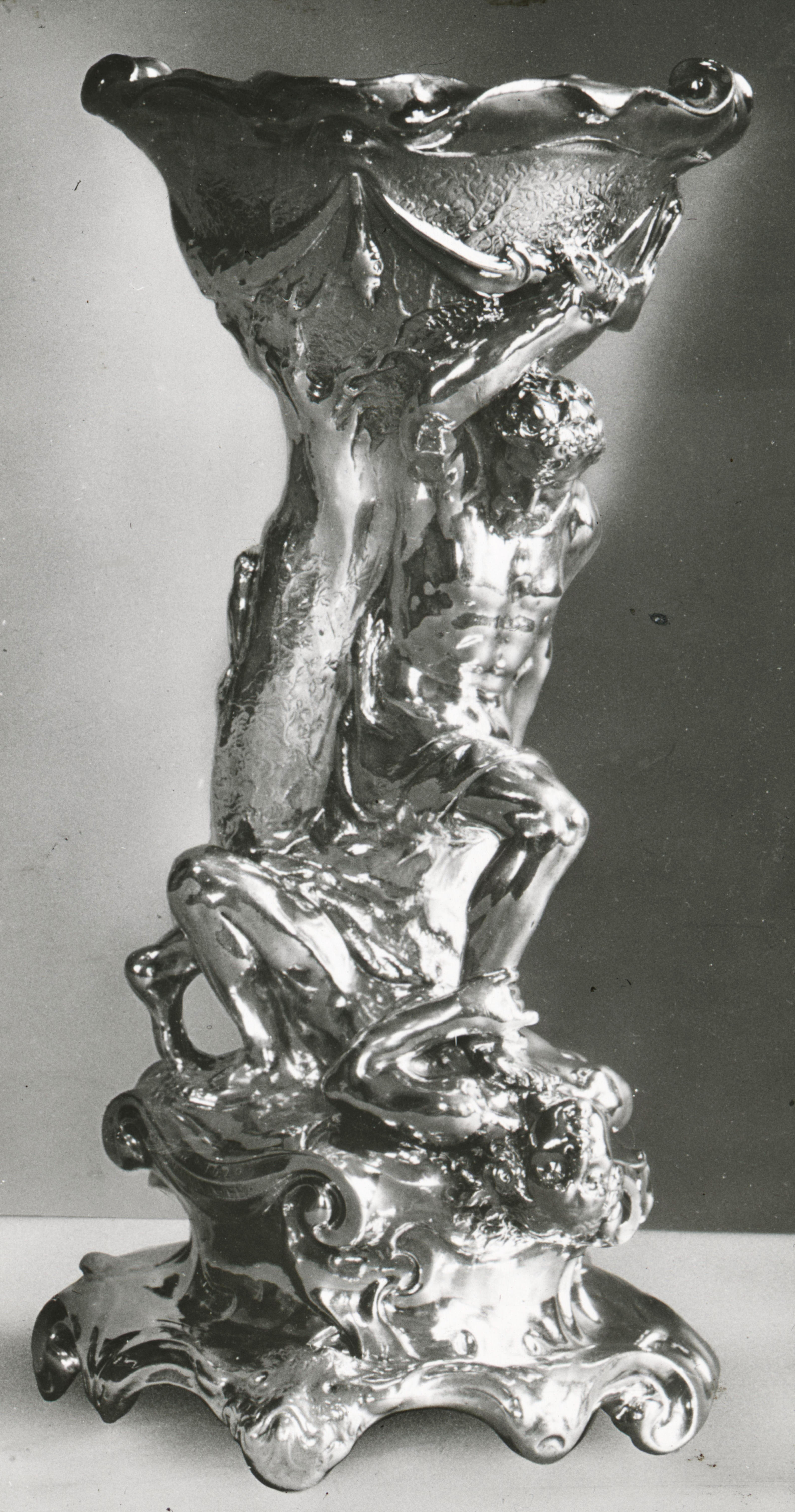
Zoutvat van Adam van Vianen uit 1620 (Collectie Dreesman)

Voorlopers van de kwabstijl kunnen al in de 16e eeuw gevonden worden, bijvoorbeeld in de groteske stijl van Cornelis Floris de Vriendt (1513/14–1575) en Cornelis Bos (ca. 1510–voor 1566). Echter, de kwabstijl kwam pas echt tot bloei in het werk van de Utrechtse edelsmeden Paulus (ca. 1570–1613) en Adam van Vianen (1568–1627). Paulus van Vianen was opgeleid in Nederland, maar bracht het grootste gedeelte van zijn werkzame leven in het buitenland door, onder andere in Frankrijk, Duitsland en Italië, waar hij inspiratie opdeed. Hij werkte vooral in München en Praag. Adam van Vianen bleef in Utrecht. Beroemd is de vergulde zilveren kan van Adam van Vianen uit 1614, die in opdracht van het Amsterdamse gilde van goudsmeden werd vervaardigd, ter nagedachtenis aan Paulus van Vianen. Het stuk is op verscheidene Nederlandse schilderijen uit de Gouden Eeuw afgebeeld, vanwege zijn exotische uiterlijk vaak in taferelen uit het Oude Testament. De kan bevindt zich thans in het Rijksmuseum te Amsterdam.
Paulus van Vianens leerling Johannes Lutma (ca. 1584–1669), die in Amsterdam was gevestigd, en Adam van Vianens zoon Christiaan (ca. 1598–1671), volgden hen op. Christiaan vertrok naar het hof van Karel I van Engeland, waar hij de kwabstijl verder verspreidde. Beroemd zijn de dolfijnschaal van Christiaan van Vianen uit 1635, die zich in het Victoria and Albert Museum in Londen bevindt en de drinkschaal van Johannes Lutma uit 1641, thans in het Rijksmuseum te Amsterdam.  De kwabstijl werd in Nederland ook toegepast op kerkmeubilair, zoals bronzen koorhekken en lezenaars. Het koorhek in de Nieuwe Kerk te Amsterdam werd ontworpen door Johannes Lutma.
Er waren meer edelsmeden die in de kwabstijl werkten, onder wie Thomas Bogaert, maar geen van hen werd zo beroemd als de hiervoor genoemde kunstenaars.

## Popularisering door publicaties

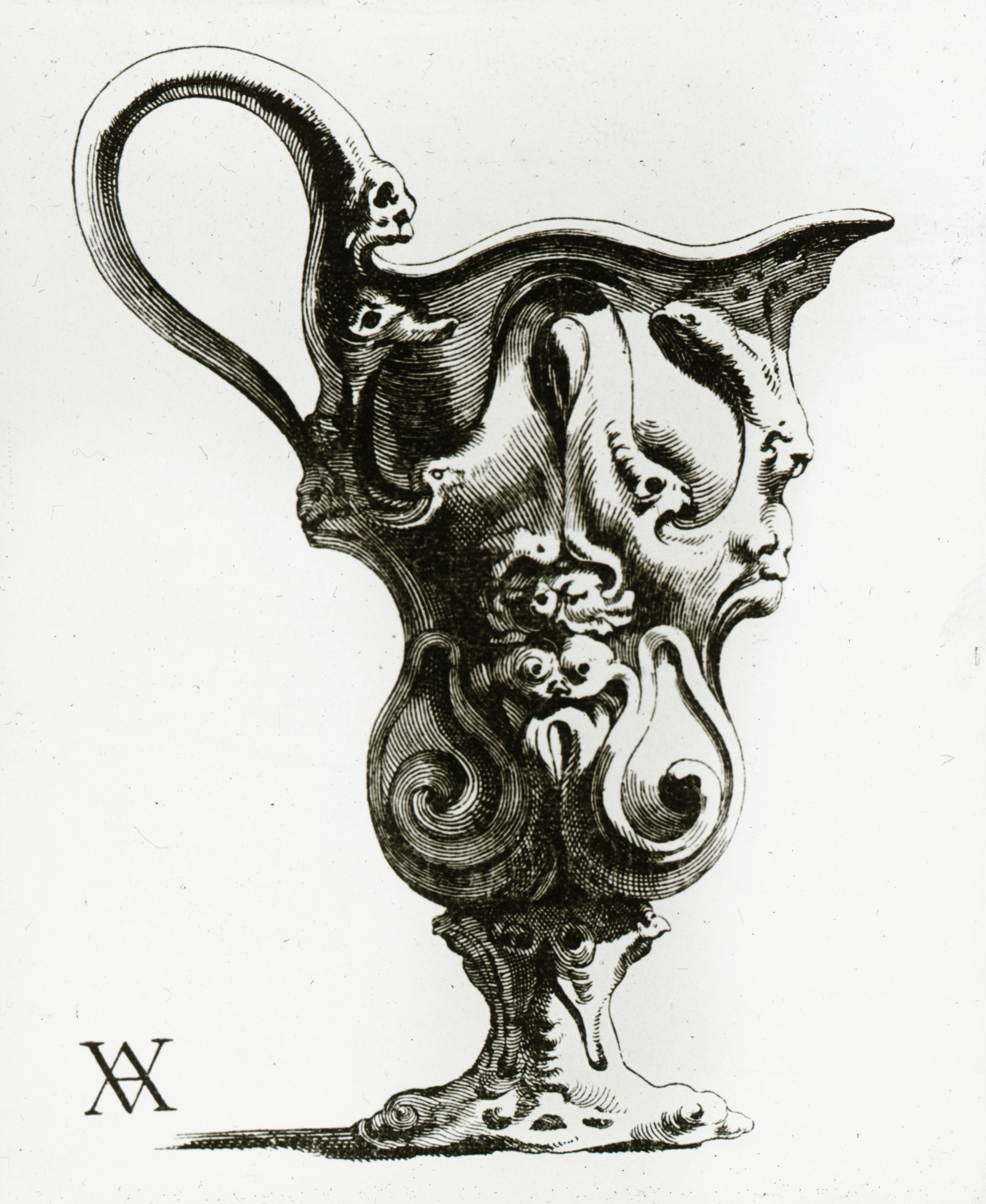
Illustratie uit Constighe Modellen, met een kan van Adam van Vianen

Publicaties zorgden voor een heropleving van de stijl in de jaren 1650. Christiaan van Vianen bracht samen met Theodorus van Kessel de uitgave van Constighe Modellen, van verscheijden silvere vaten, en andere sinnighe wercken, gevonden ende geteeckent door den vermaerden E[delen] -, sijnde meerendeels door hem uyt een stuk silvers geslagen, seer nut voor alle liefhebbers van de conste uit, met prenten van het werk van zijn vader. Jacob Lutma (ca. 1624–1654), zoon van Johannes Lutma, volgde snel met een serie over het werk van zíjn vader. Cornelis Danckerts (ca. 1603–1656) bracht een verzamelwerk uit onder de titel Verscheyde Constige Vindigen om in Gout, Silver, Hout en Steen te wercken, met prenten van Michiel Mosyn. Al deze uitgaven waren voorzien van teksten in meerdere talen en blijkbaar voor de Europese markt bedoeld.

## Expositie
In juni 2018 werd een door Reinier Baarsen samengestelde en door Keso Dekker vormgegeven tentoonstelling geopend in het Rijksmuseum te Amsterdam, getiteld KWAB, geheel gewijd aan voorwerpen in de kwabstijl.